# Stara Kamienica
Stara Kamienica (Alt Kemnitz fino al 1945) è un comune rurale polacco del distretto di Jelenia Góra, nel voivodato della Bassa Slesia.
Ricopre una superficie di 110,46 km² e nel 2004 contava 5 152 abitanti.